# Khambhāliya
Khambhāliya är en ort i Indien.   Den ligger i distriktet Jāmnagar och delstaten Gujarat, i den västra delen av landet, 1 000 km sydväst om huvudstaden New Delhi. Khambhāliya ligger 50 meter över havet och antalet invånare är 38 121.
Terrängen runt Khambhāliya är platt. Runt Khambhāliya är det ganska tätbefolkat, med 166 invånare per kvadratkilometer. Khambhāliya är det största samhället i trakten. Trakten runt Khambhāliya består till största delen av jordbruksmark.